# Kreis Ecublens
| Kreis Ecublens           | Kreis Ecublens      |
| Basisdaten               | Basisdaten          |
| ------------------------ | ------------------- |
| Staat:                   | Schweiz             |
| Kanton:                  | Waadt (VD)          |
| Bezirk:                  | Morges              |
| Hauptort:                | Ecublens            |
| Fläche:                  | 29,73 km²           |
| Einwohner:               | 52'619 (31.12.2023) |
| Bevölkerungsdichte:      | 1770 Einw. pro km²  |
| Aufgehoben am:           | 31. Dezember 2006   |
| Karte                    |                     |
| Karte von Kreis Ecublens |                     |

Der Kreis Ecublens (französisch Cercle d'Ecublens) war bis zum 31. August 2006 eine Verwaltungseinheit des Bezirks Morges im Kanton Waadt in der Schweiz. Sitz des Kreisamtes war Ecublens.
Der Kreis umfasste zehn Gemeinden und war 29,73 km² gross. Die Gemeinden des ehemaligen Kreises zählten Ende 2023 52'619 Einwohner.
| Wappen                 | Name der Gemeinde      | Einwohner (31. Dezember 2023) | Fläche in km² | Einw. pro km² |
| ---------------------- | ---------------------- | ----------------------------- | ------------- | ------------- |
| Bremblens              | Bremblens              | 614                           | 2,91          | 211           |
| Bussigny-pres-Lausanne | Bussigny-pres-Lausanne | 10'624                        | 4,81          | 2209          |
| Chavannes-près-Renens  | Chavannes-près-Renens  | 9'311                         | 1,65          | 5643          |
| Denges                 | Denges                 | 1'818                         | 1,66          | 1095          |
| Echandens              | Echandens              | 2'909                         | 3,88          | 750           |
| Ecublens               | Ecublens (VD)          | 13'320                        | 5,72          | 2329          |
| Lonay                  | Lonay                  | 2'687                         | 3,72          | 722           |
| Préverenges            | Préverenges            | 5'215                         | 1,87          | 2789          |
| Saint-Sulpice          | Saint-Sulpice (VD)     | 5'144                         | 1,86          | 2766          |
| Villars-Sainte-Croix   | Villars-Sainte-Croix   | 977                           | 1,65          | 592           |
| Total (10)             | Total (10)             | 52'619                        | 29,73         | 1770          |